# 村上勉
村上 勉（むらかみ つとむ、男性、1943年 - ）は、日本のイラストレーター。兵庫県養父郡八鹿町出身。
児童文学の挿絵を多数担当する。細部のリアルな描き込みと、デフォルメされたデッサンとが融合した画風を特徴とする。
挿絵を担当する作家のコンビとしては、佐藤さとるが圧倒的に多く有名で、デビュー作も佐藤の『だれも知らない小さな国』である。末吉暁子作品がこれに続く。また、1979年の日本の歌シリーズ「ふるさと」以降、日本切手の原画家として何度も起用されており、特に「ふみの日」のキャンペーン切手では永田萌と共に常連原画家となっている。
第16回小学館絵画賞（佐藤さとる作の『おばあさんのひこうき』）、ライプツィヒ図書展銅賞（1972年）、郵政功労賞 (2000年、切手50種）など受賞。

## 主な作品
手がけた作品は800本を超える。

### 他の作家の参照項目
- 佐藤さとる
- 末吉暁子
- 寺村輝夫
- 山下明生

### 他の作家の挿絵
あ行
- ありさんがほっ（こわせたまみ、すずき出版、1990年）
- いいものもらった（小峰書店、1987年）
- イソップ童話（千葉幹夫編、成美堂出版、2005年）
- いたずらタンタのアルバイト（神沢利子、小学館）
- うみをかけるうま（西本鶏介、金の星社、1981年）
- 海辺のボタン工場（池川恵子、ひくまの出版、2000年）
- 狼森と笊森、盗森（宮沢賢治、偕成社、1996年）
- おおきいうーわん（武鹿悦子、ひさかたチャイルド、1989年）
- おけいこえほん 4（三木朗、ポプラ社、2000年）
- 鬼の子ダボラ（高橋忠治、佼成出版社、1992年）

か行
- カイロ団長（宮沢賢治、偕成社、1992年）
- かえるのグルちゃん（神沢利子、佼成出版社、1985年）
- かぐら山の大男（富安陽子、あかね書房、2000年）
- かさじぞう（柏葉幸子、小学館、2009年）
- かちかちやま（水谷章三、世界文化社、2005年）
- かもとりごんべえ（香山美子、フレーベル館、1997年）
- キツネの名たんてい（インゲマル・フィエール、塩谷太郎訳、学習研究社、2002年）
- 講談社のおはなし絵本館（講談社）
  - 講談社のおはなし絵本館 1（梶山俊夫共画、1988年）
  - 講談社のおはなし絵本館 5（松谷みよ子、馬場のぼる共画、1989年）
  - 講談社のおはなし絵本館 21（河野一郎、1990年）
- こだぬきとやっこだこ（小沢正、1985年）

さ行
- さとのはる、やまのはる、あめだま（新美南吉、チャイルド本社、2006年）
- ジャックとまめの木（森山京、小学館、2007年）
- 世界おはなし名作全集 3（森山京、小学館、1998年）

た行
- 旅猫リポート（有川浩、文藝春秋、2012年）
- ちびくんの冒険旅行（インガー・サンドベリ、木村由利子訳、学習研究社、2002年）
- とうきちとむじな（松谷みよ子、フレーベル館、1987年）
- とうさんのすることにまちがいなし（西本鶏介、チャイルド本社、1998年）
- とうさんとはしろう（長崎源之助、偕成社、1983年）
  - とうさんはにちようだいく（長崎源之助、偕成社、1983年）
  - とうさんのかたぐるま（長崎源之助、偕成社、1983年）
  - 登山電車とモンシロチョウ（長崎源之助、あかね書房）

な行
- 長ぐつをはいたねこ（ペロー、榊原晃三訳、小学館）
- なぞなぞドラゴン島（石崎洋司、講談社、2007年）
  - なぞなぞギャング団（石崎洋司、講談社、2007年）
  - なぞなぞゆうれい船（石崎洋司、講談社、2007年）
- 虹の谷のスーパーマーケット（池川恵子、ひくまの出版、2001年）
- 21世紀版 少年少女古典文学館1 古事記（橋本治、講談社、2009年）
- 日本・世界の昔話 6号（岸田衿子、チャイルド本社、2008年）
- 日本の昔話 9号（大石真、チャイルド本社、2007年）
- ねずみのうちわ（小沢正、岩崎書店、1977年）
- ねずみのすもう（西本鶏介、小学館、2000年）

は行
- はしれぼくらのしでんたち（長崎源之助、偕成社、1987年）
- はだかのおうさま（こわせたまみ、フレーベル館、2008年）
- 花さき村のなんでもタクシー（池川恵子、ひくまの出版、2001年）
- ヘンゼルとグレーテル、こびとのくつや（小澤俊夫、講談社、1999年）

ま行
- みみずくとおじいさん（ヴィタリー・ビアンキ、谷さやか、ひさかたチャイルド、1991年）
- みみずくばあちゃん、（長崎源之助、あかね書房、1994年）
- むぎひとつぶ（さねとうあきら、岩崎書店、1974年）
- ムササビムーちゃん（井上豊子、佼成出版社、2005年）

や行
- やまんばとうしかた（森比左志、フレーベル館、1986年）

### 村上の執筆
単独執筆では、創作物語より学習ものが多い。
イメージクリップ
- 画文集“私のコロボックル”（2003年）
- エッセイ“悪ガキ絵日記”（2008年）

教育評論社
- のりもの（2009年）
- えほんであそぼうABC（2007年）
- えほんであそぼうさんぽさんぽ1.2.3.（2007年）
- えほんであそぼうあいうえお（2007年）

あかね書房
- はじめてのえいごえほん（2005年）
- えいご絵じてんABC（2002年）
- えいご絵じてん123（2001年）
- おかあさんおかあさん（1997年）
- おとうさんおとうさん（1997年）
- ぼく、サンタさん（1996年）
- みんなおひるね（1996年）
- ことばのえほんかん字（1996年）
- えいごえほんぞうさんがっこうにいく
- えいごえほんぞうさんのピクニック）
- かたかなえほんアイウエオ（1992年）
- ことばのずかんあいうえお（1990年）
- ことばのえほんABC（1988年）
- おかあさんだいすき1.2.3.（1986年）
- あそぼうあそぼうあいうえお（1985年）

ベネッセコーポレーション
- どうぶつ1（1998年）
- どうぶつ2（1998年）
- やさい（1998年）
- のりもの（1998年）

フレーベル館
- さるかに
- やまんばとうしかた
- はだかのおうさま
- とうきちとむじな
- きかいがしまむかし
- まめだぬき（フレーベル館）

その他の出版社
- イソップ絵本館（2009年、講談社）
- 村上勉旅の画文集（1994年、小峰書店）
- あいうえおぶっく（1994年、リーブル）
- ぞうさん（1983年、小学館）